# Calaxes
Os calaxes (kalash) vivem na cordilheira Indocuche. Eles falam a língua calaxe, língua indo-iraniana e são considerados uma tribo única entre os indo-arianos. A cultura dos calaxes é única e difere drasticamente dos grupos étnicos em torno deles. São politeístas e a natureza desempenha um papel significativo e altamente espiritual em sua vida diária.